# Sungari
Sungari (chiń. upr. 松花江; pinyin Sōnghūa Jiāng; Wade-Giles Sung-hua Chiang) – rzeka w Mandżurii w Chinach, prawobrzeżny, największy dopływ Amuru.
Wypływa z Gór Wschodniomandżurskich (Changbai Shan) na pograniczu Chin i Korei Północnej, płynie na północ przez Nizinę Mandżurską; następnie między Małym Chinganem i Górami Wschodniomandżurskimi przełamuje się na Nizinę Dolnoamurską, by wpaść do Amuru. Przepływa przez Harbin, Jilin i Jiamusi, główne dopływy to Nen Jiang i Mudan Jiang. Ma długość 1927 km, a powierzchnia dorzecza wynosi 523,6 tys. km² (według G. Veecka, odpowiednio 2308 km i 557 180 tys. km²). Sungari wraz z głównymi dopływami odprowadza wodę z 12,15% powierzchni ChRL, a jej roczny odpływ to 762 mln m³.
Spławna na długości ok. 1400 km, przez sześć miesięcy w roku pozostaje zamarznięta (w okresie od listopada do marca). Do Harbinu mogą nią dopłynąć statki o wyporności do 1000 ton, mniejsze jednostki wyżej – do Jilinu i rzeką Nen do Qiqiharu. Poniżej Jilinu, bieg znacznie spowalnia na płaskiej równinie, co wraz ze zwiększonym przepływem w wyniku topnienia śniegów późną wiosną i letnich opadów powoduje częste powodzie. Powyżej Jilin rzeka została przegrodzona zaporą Fengman.
Polska nazwa wywodzi się od mandżurskiej – sunggari ula, czyli „Biała Rzeka”. Chińska nazwa – Songhua Jiang, oznacza „rzekę [w kolorze] kwiatów sosny”.